# Mariadorf
Mariadorf ist ein Stadtteil von Alsdorf in der Städteregion Aachen.

## Geographie
Mariadorf grenzt an die Alsdorfer Stadtteile Begau, Blumenrath, Broicher Siedlung, Kellersberg, Ost, Schaufenberg, Warden und Hoengen.

## Geschichte
Mariadorf wurde nach der Steinkohlenzeche Mariagrube benannt und war ein Gemeindeteil von Hoengen, welches am 1. Januar 1972 nach Alsdorf eingemeindet wurde.

## Sehenswürdigkeiten
- ehemaliger Bahnhof Mariagrube
- Kirche St. Mariae Empfängnis
- Kreuzschule Querstraße

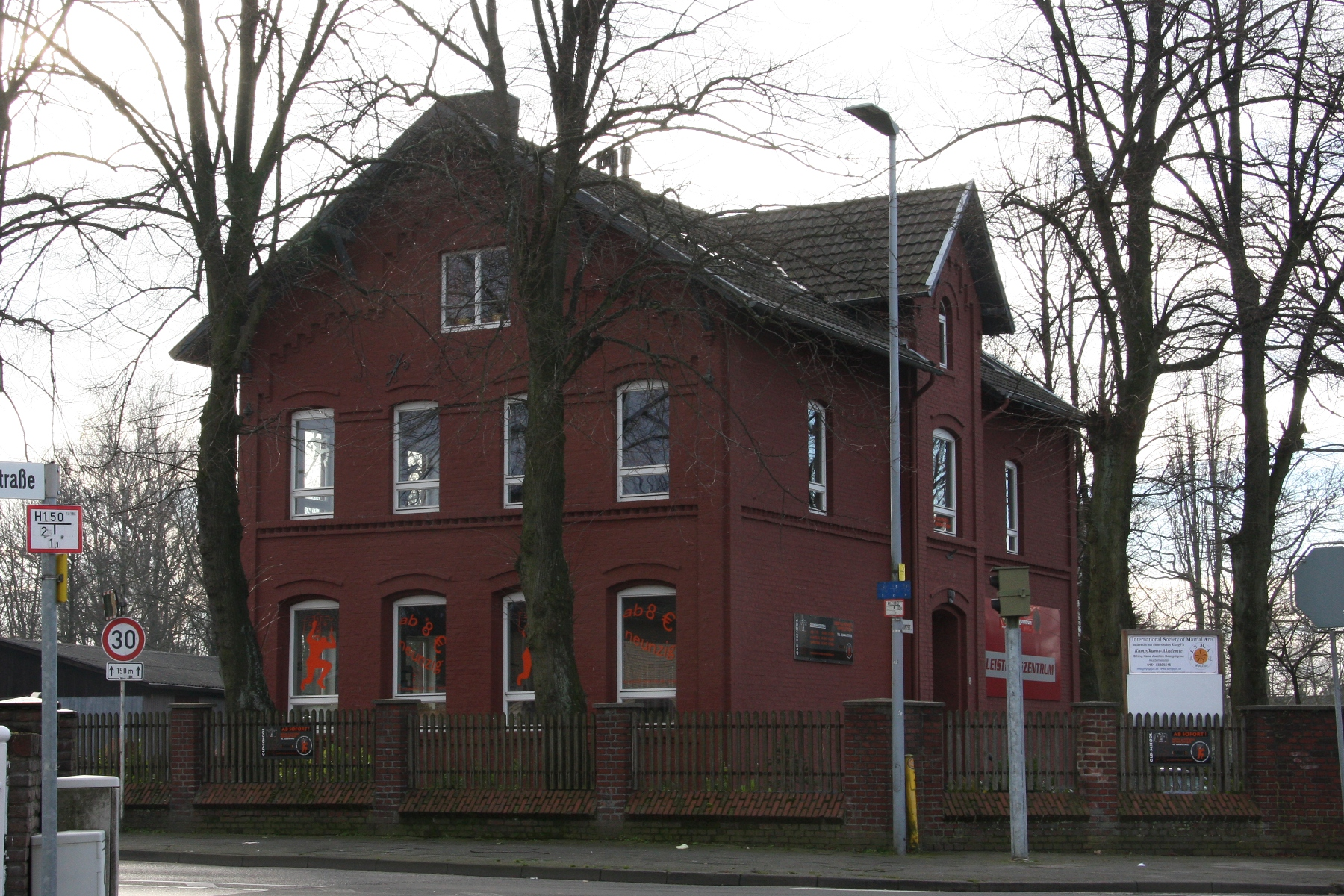
Ehemalige Schule Mariadorf

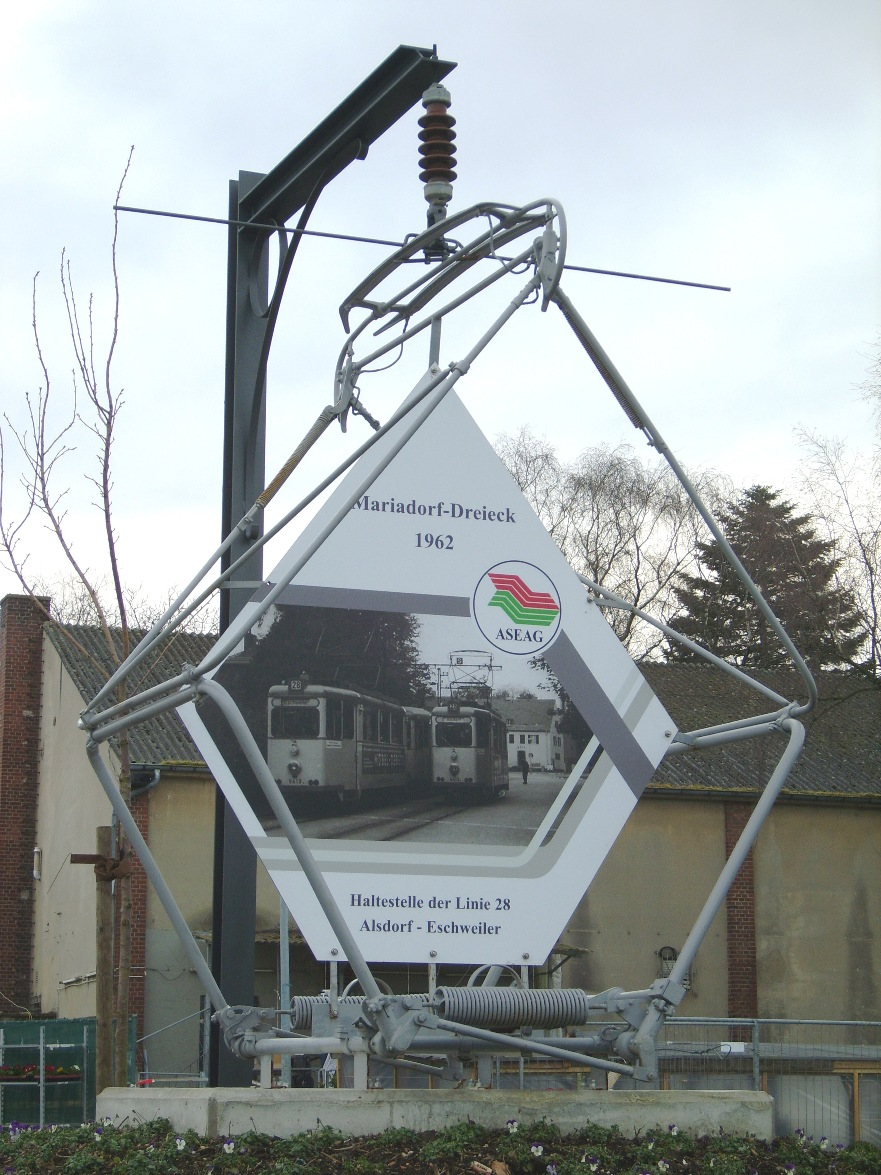
Gedenkschild am Dreieck

- Glück-Auf-Park-Josef Thelen mit Bergmannsdenkmal
- Ehrenmal
- Krähendenkmal Marienstraße
- Seilscheibe Eschweilerstraße
- Bärbelchen am Dreieck
- Altes Rathaus

## Verkehr

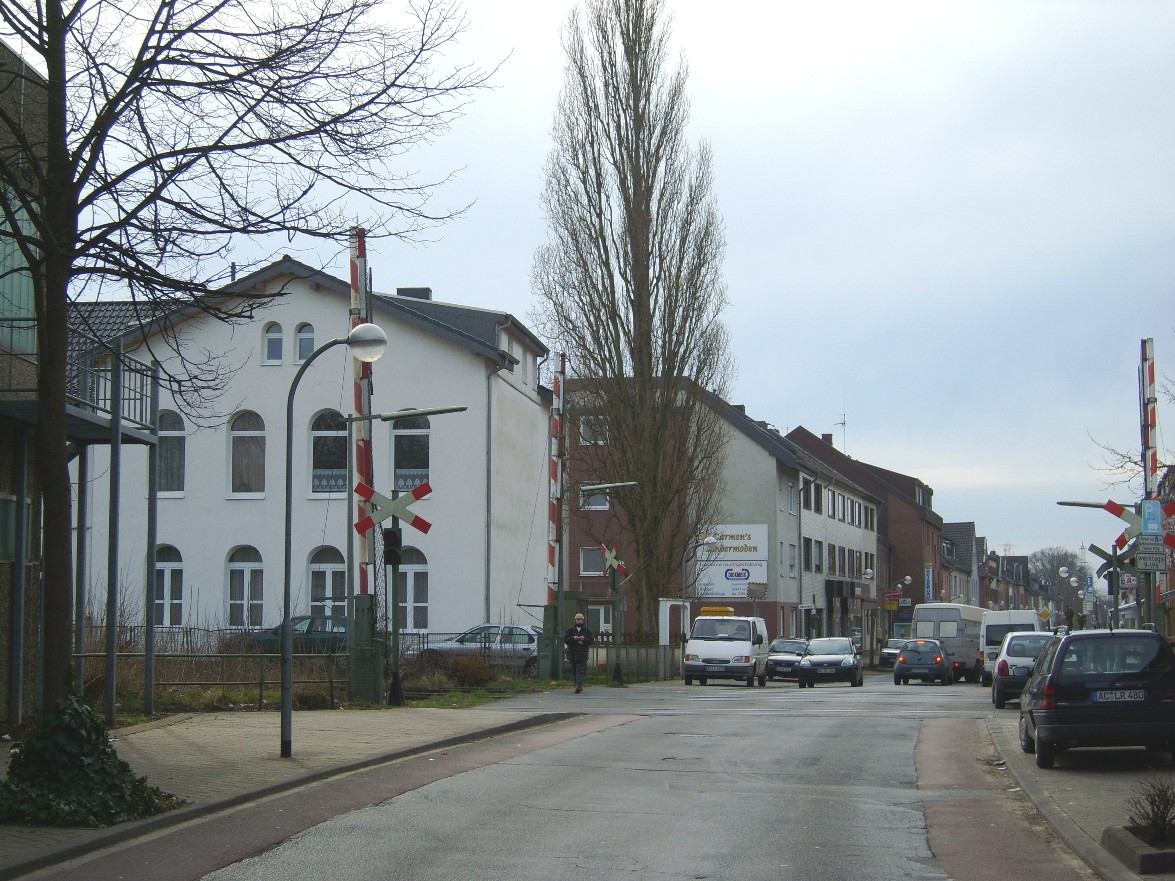
Ehemaliger Bf. Mariadorf (jetzt Mevlana Moschee) mit Bahnübergang Blumenrather Straße

Mariadorf ist über die Ausfahrt Alsdorf an der A 44 zu erreichen.
Der Ort hatte früher einen eigenen Bahnhof mit einem Empfangsgebäude am Bahnübergang der Blumenrather Straße. Das befindet sich heute in Privatbesitz und wurde zu einer Moschee (Mevlana Moschee) umfunktioniert.
Seit Dezember 2011 ist der Stadtteil über die Euregiobahn-Haltestelle „Alsdorf-Mariadorf“ erreichbar.
| Linie | Linienverlauf | Takt   |
| ----- | --- | ------ |
| RB 20 | Euregiobahn: Stolberg (Rheinl) Hbf – Eschweiler-St. Jöris – Alsdorf-Poststraße – Alsdorf-Mariadorf – Alsdorf-Kellersberg – Alsdorf-Annapark – Alsdorf-Busch – Herzogenrath August-Schmidt-Platz – Herzogenrath-Alt-Merkstein – Herzogenrath – Kohlscheid – Aachen West – Aachen Schanz – Aachen Hbf – Aachen-Rothe Erde – Eilendorf – Stolberg (Rheinl) Hbf hier Flügelung; Zugteil 1: – Eschweiler-West – Eschweiler Talbahnhof/Raiffeisenplatz – Eschweiler-Nothberg – Eschweiler-Weisweiler – Langerwehe – Düren; Zugteil 2: – Stolberg (Rheinl) Hbf (Gleis 27) – Stolberg-Schneidmühle – Stolberg Mühlener Bahnhof – Stolberg-Rathaus – Stolberg-Altstadt (aufgrund von Hochwasserschäden fahren die Züge nur bis Stolberg Rathaus. Schienenersatzverkehr findet weiterhin zwischen Stolberg Hbf und Eschweiler Talbahnhof statt) Stand: 30. April 2023 | 60 min |

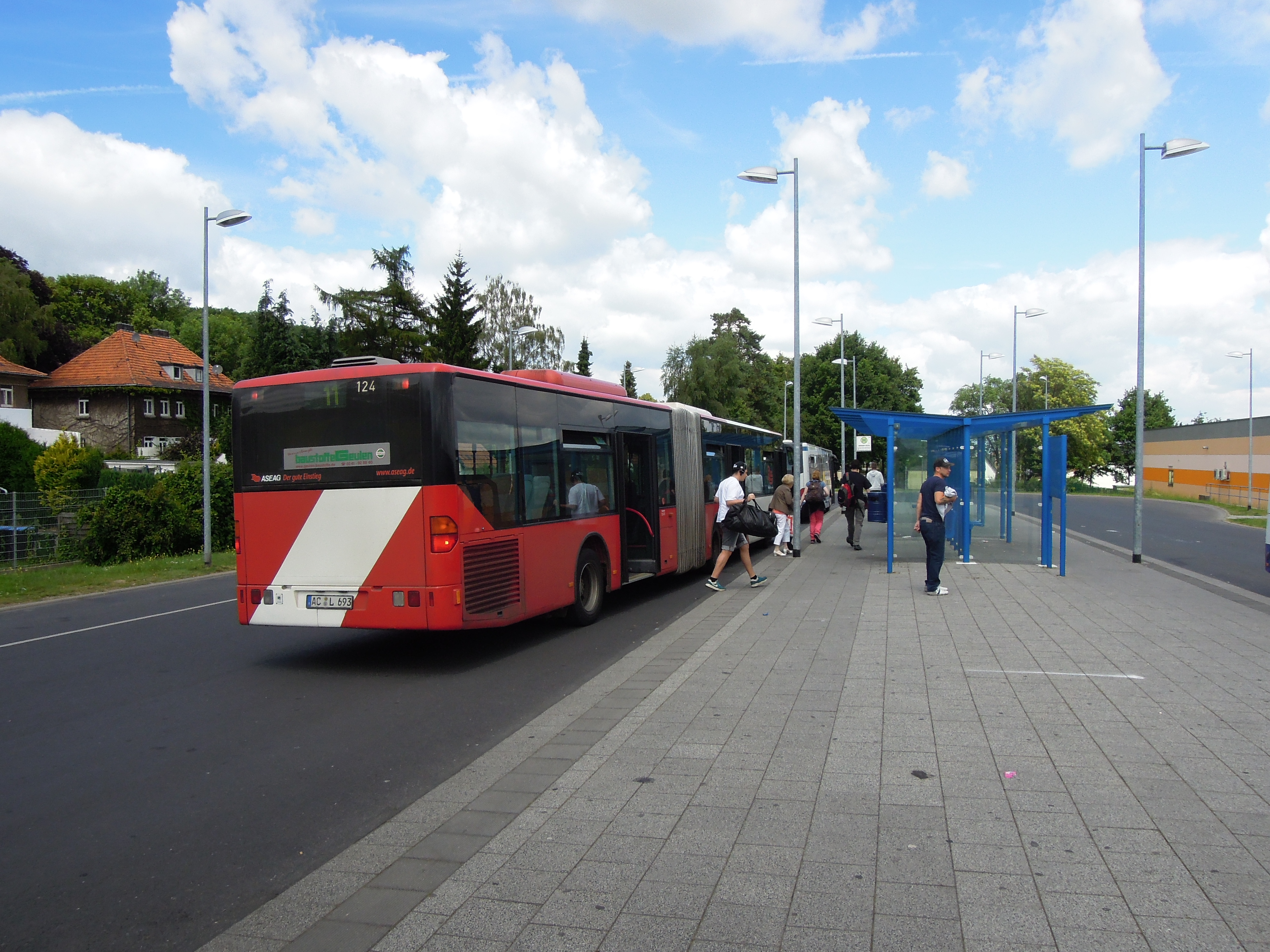
Stadtbus der ASEAG an der Haltestelle Mariadorf Dreieck

Der Ort wird von den Buslinien 11, 28, AL1, AL4, AL6 (ASEAG), sowie 220 (Rurtalbus) angefahren. Diese kreuzen sich an der zentralen Rendezvous-Haltestelle „Mariadorf, Dreieck“. Seit dem 25. März 2024 verkehrt auch der Nachtexpressbus N9.
| Linie | Betreiber | Verlauf |
| ----- | --------- | --- |
| 11    | ASEAG     | Walheim Hasbach – Walheim – Nütheim – Schleckheim – Oberforstbach / Oberforstbach Gewerbegebiet – Lichtenbusch – Waldfriedhof – Burtscheid – Marienhospital – Aachen Hbf – Misereor – Elisenbrunnen – Aachen Bushof – Ludwig Forum – Talbot – Haaren – Würselen Kaninsberg – Weiden – Vorweiden – Linden-Neusen – (Broich –) Broicher Siedlung – Blumenrath – Montanstraße – Mariadorf – Hoengen |
| 28    | ASEAG     | Alsdorf-Annapark – Schaufenberg – Siedlung Ost – Mariadorf – Hoengen – Warden – Kambach – Kinzweiler – Hehlrath – Röhe – Eschweiler Bushof – Rathaus – Herz-Jesu-Kirche – Weisweiler – Hücheln (– Langerwehe Bf – Langerwehe Schulzentrum) |
| 29    | ASEAG     | (Alsdorf KuBiZ –) Alsdorf-Annapark – Schaufenberg – Siedlung Ost – Blumenrath / Hoengen – Mariadorf |
| 220   | Rurtalbus | Aachen Bushof – Ludwig Forum – Talbot – Mariadorf – Hoengen – (Bettendorf – Siersdorf –) Schleiden – Aldenhoven – Neubourheim – Jülich Walramplatz – Neues Rathaus – Bahnhof/ZOB – (Krankenhaus – Solar Campus –) (Forschungszentrum Bf RTB ←) Forschungszentrum Jülich |
| AL4   | ASEAG     | Mariadorf – Blumenrath – Hoengen – Mariadorf |
| AL6   | ASEAG     | Mariadorf – Begau – Warden – Mariadorf |
| N9    | ASEAG     | Nachtexpress: nur in den Nächten vor Samstagen sowie Sonn- und Feiertagen Elisenbrunnen – Aachen Bushof – (Liebigstr. → Haaren → / ← Alter Tivoli ← Scherberg ← Würselen ← Alsdorf) Weiden – Vorweiden – Linden-Neusen – Broicher Siedlung – Alsdorf-Mariadorf – Siedlung Ost – Alsdorf Annapark                                                                                                 |

## Sport
In Mariadorf ist der ehemalige Tischtennisbundesligist TTG RS Hoengen (Tischtennis; 1. Bundesliga 1998–2002, TT-Inter-Cup Gewinner 1999, ETTU-Europapokal-Sieger 2000) beheimatet. Der Fußballverein Alemannia Mariadorf spielte zwölf Jahre in der höchsten mittelrheinischen Amateurliga.

## Kultur
Zum kulturellen Leben des Ortes tragen insbesondere gemeinnützige Vereine wie beispielsweise die Mandolinen-Konzert-Gesellschaft Alsdorf-Mariadorf bei.